# かいこう Mk-IV
かいこう Mk-IVは、日本の海洋研究開発機構（JAMSTEC）が所有する水深7000m級の遠隔操作無人探査機。
開発は三井造船で、開発費はおよそ8億4000万円。高強度浮力材は横浜ゴムが開発。

## 沿革
- 2013年11月29日：一般公募により名称は「かいこう Mk-IV」と決定した[9][10][11]。
- 2014年度：運用開始。
- 2022年4月：ビーグル単独による運用を開始。これにより最大潜航深度は4,500mとなった[12]。

## 性能諸元[13]
- 最大潜航深度：4,500メートル
- 重量：5.5トン
- 全長：3.0メートル、幅：2.0メートル、高さ：2.6メートル
- 調査観測機器：HDドームカメラ（2台）、デジタルスチルカメラ、HDTVカメラ（２台）、小型監視TVカメラ、照明灯、CTD、溶存酸素計
- 作業機器：マニピュレータ（7自由度×２台）
- ペイロード：空中300キログラム、水中100キログラム

以下のデータは納入時の三井造船発表のプレスリリースによる。
- 最大潜航深度：7000メートル
- 重量：約6トン
- 全長：約3メートル、幅：約2メートル、高さ：約2.6メートル
- 調査観測機器：広角魚眼テレビカメラ、広角ハイビジョンテレビカメラ、高画質スチールカメラの他、各種観測機器をスキッドに搭載可能
- ペイロード：300キロ以上
- 試料採取能力：大出力7自由度油圧マスタースレーブ方式マニピュレータ2式（最大取扱荷重約250キロ）
- 推進方式：油圧スラスター（下降時・上昇時の最大推力約600キロ）
- 母船：深海調査研究船「かいれい」[14]（無人探査機「かいこう」のランチャーを使用）